# 3100 Zimmerman
3100 Zimmerman este un asteroid din centura principală, descoperit pe 13 martie 1977 de Nikolai Cernîh.